# Vicia orientalis
Vicia orientalis — вид квіткових рослин родини бобових (Fabaceae).

## Синоніми
- Lens orientalis (Boiss.) Hand.-Mazz.
- Lens culinaris subsp. orientalis (Boiss.) Ponert
- Ervum orientale Boiss.

## Морфологічна характеристика
Це однорічна рослина 10–20 см заввишки. Квітконоси трохи довші за листки. Віночок фіолетово-синій, з білим човником; зубці чашечки трохи коротші за віночок. Біб 7–11 мм завдовжки.

## Поширення
Зростає в середземноморсько-чорноморсько-каспійському регіоні: Афганістан, Кіпр, Греція, Іран, Ірак, Казахстан, Киргизстан, Крим, Ліван-Сирія, Північний Кавказ, Пакистан, Палестина, Таджикистан, Південний Кавказ, Туреччина, Туркменістан, Узбекистан.
В Україні вид росте у ялівцевих лісах – у Криму, дуже рідко (с. Колгоспне Севастопольського р-ну). У ЧКУ має статус «зникаючий».